# محمد شلوق باشا
محمد شلوق باشا (1525 - 7 أكتوبر 1571)، والمعروف في أوروبا باسم محمد سيروكو أو ماهوميت سيروكو كما يكتب اسمه سوليك، شولوك، جولوك، سلوق، أو سولوك، والمعروف بلقب باشا، ريس، أو باي، وكان الباي العثماني للإسكندرية في منتصف القرن السادس عشر. وقد تم تحديد لقبه الأجنبي على أنه مستمد من جنوب البحر الأبيض المتوسط، من عبارة «رياح سيروكو»، من sirokos (باليونانية σιρόκος)، واسمه شلوق مشتق من العربية الشامية. وبالتالي هو من أصل يوناني أو عربي.
عيين محمد سيروكو أميرالًا لقيادة الجهة اليمنى للاسطول التركي في معركة ليبانتو (1571). لمحاربة الجهة اليسرى للأسطول المسيحي بقيادة الأدميرال أغوستينو بارباريجو، عرف بالمهاجم الأكثر عدوانية في المعركة. وقد جُرح وقتل عند مواجهته البنادقة اثناء معركة ليبانتو. قطع رأسه جيوفاني كونتاريني البندقي.